# Khan Tengri
Khan Tengri (dansk: Åndernes herre eller Himlenes herre) er et bjerg, der ligger i Centralasien på grænsen mellem Kasakhstan og Kirgisistan, syv km fra Kina. Med sine 7.010 meter (6.995 m, hvis man fraregner toppen, der består af is) er det det næsthøjeste bjerg i Tian Shan-bjergkæden (Pik Pobeda er med 7.439 m det højeste) og det femtehøjeste i det daværende Sovjetunionen. Bjerget blev besteget første gang i 1931 af M. T. Pogrebezky.